# Jean-Robert Tyran

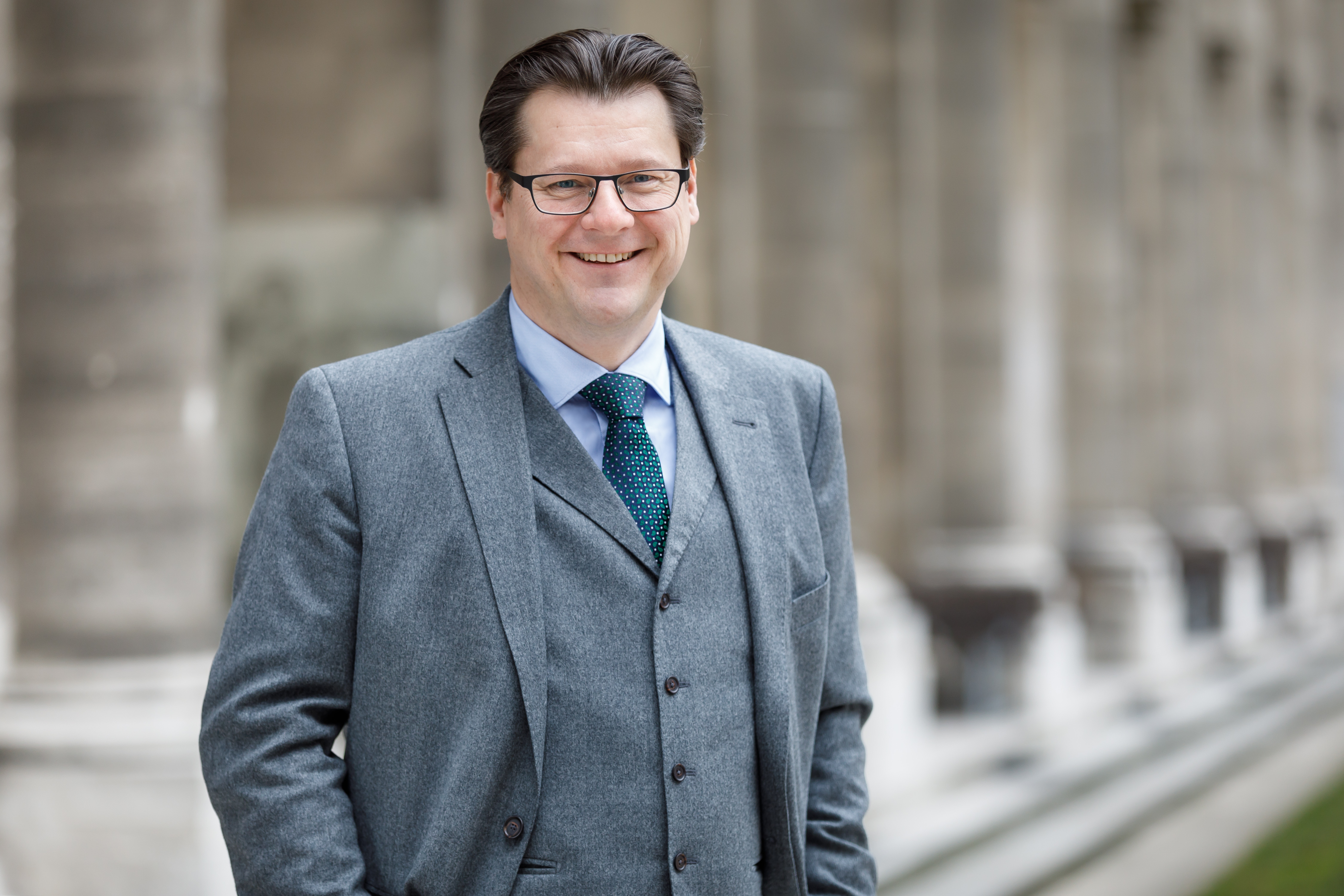
Jean-Robert Tyran (2018)

Jean-Robert Tyran (* 29. April 1967 in Zürich) ist ein Schweizer Wirtschaftswissenschaftler. Er ist Professor für Finanzwissenschaft am Institut für Volkswirtschaftslehre und war mehr als vier Jahre lang Vizerektor für Forschung und Internationales an der Universität Wien. Seine Forschungsschwerpunkte liegen in den Bereichen Verhaltensökonomie und Experimentelle Ökonomie.

## Leben
Tyran absolvierte das Doktoratsstudium der Volkswirtschaftslehre an der Universität Zürich im Jahr 1997. Anschließend war er bis 2004 Nachwuchsdozent an der Universität St. Gallen, mit Forschungsaufenthalten an der Universität von Amsterdam, der London School of Economics, der Universität Lyon, der Stockholm School of Economics sowie der Harvard Kennedy School. Nach seiner Habilitation im Jahr 2004 war er erst außerordentlicher und ab 2005 ordentlicher Professor an der Universität Kopenhagen. Seit 2007 ist Jean-Robert Tyran Direktor des dortigen Internet Laboratory for Experimental Economics (iLEE), welches er gegründet hat. Von 2008 bis 2014 war er Direktor des Centre for Experimental Economics an der Universität Kopenhagen. Er erhielt Rufe an die Universitäten Straßburg, Utrecht und St. Gallen. Im Jahr 2010 wurde er zum ordentlichen Professor am Institut für Volkswirtschaftslehre der Universität Wien bestellt. Seit 2011 ist er zudem Direktor des Wiener Zentrums für Experimentelle Wirtschaftsforschung (Vienna Center for Experimental Economics, VCEE).
Von 2014 bis 2016 fungierte Tyran als Vizedekan für Forschung und von 2016 bis 2018 als Dekan der Wirtschaftswissenschaftlichen Fakultät der Universität Wien. Mit 1. Februar 2018 wurde er zum Vizerektor für Forschung und Internationales der Universität Wien gewählt, eine Funktion, die er bis 30. September 2022 ausübte.
Tyran publizierte bisher über 50 wissenschaftliche Artikel und ist Fellow an mehreren Forschungsinstituten inklusive des CEPR in London. Zudem ist er Mitglied im Editorial Board mehrerer Fachzeitschriften. Im Jahr 2004 wurde ihm der „Prix Latsis Universitaire“ der Universität St. Gallen verliehen.